# Miodrag Bulatović
Miodrag Bulatović (Bijelo Polje, 1930. február 20. –‎ Igalo, 1991. március 15.) író, regényíró, újságíró és drámaíró.

## Életrajza
Bulatović 1956-ban a Djavoli dolaze ("Ördögök jönnek") című novelláskönyvével kezdte, amelyért megkapta a Szerb Írószövetség díját. Hazájában, Montenegró északkeleti részén játszódó Égre száll a vörös kakas (Crveni petao leti prema nebu) című regényét több mint húsz idegen nyelvre fordították le. Ezután egy időre abbahagyta a publikálást, hogy tiltakozzon a munkájába való beavatkozás ellen.
Következő regénye, a Heroj na magarcu (Hős a szamáron), "A háborús regény sötét, forró rémálma..." először külföldön jelent meg, majd csak négy évvel később (1967) Jugoszláviában.
Munkáiban gyakori témák a démonok, a gonoszság, a groteszk és a fekete humor.
1975-ben Bulatović elnyerte az év regényének járó NIN-díjat a Ljudi sa četiri prsta (Négyujjas emberek) című munkájáért, amely betekintést nyújt az emigráns életébe. A Peti prst (Az ötödik ujj) ennek a könyvnek a folytatása volt. Utolsó regénye a Gullo Gullo, amely korábbi könyveinek különböző témáit egyesítette.
Rakovicán egy könyvtárat neveztek el róla.
Bulatović „heves szerb nacionalizmusáról volt ismert, amely kivívta Jugoszlávia más etnikai csoportjainak ellenségeskedését, valamint a Szerbiai Szocialista Párt tisztviselője volt.” A Jugoszláviai Írók Szövetségének elnöki jelölését 1986-ban a szövetség szlovén, koszovói, montenegrói és horvát ága elutasította, ami hozzájárult a szövetség 1989-es feloszlatásához.

## Művei
- Djavoli dolaze, 1956)
- Vuk i zvono, 1958)
- Crveni petao leti prema nebu, 1959)
- Godo je došao, 1966)
- Heroj na magarcu, 1967)
- Rat je bio bolji, 1968)
- Ljudi sa četiri prsta, 1975)
- Peti prst, 1977)
- Gullo gullo, (1981)
- Ljubavnik smrti, 1990)

### Magyarul megjelent
- Égre száll a vörös kakas (Crveni petao leti prema nebu) – Forum, Novi Sad, 1963 · fordította: Ács Károly
- Két ördög között. Válogatott elbeszélések (Najveća tajna sveta) – Európa, Budapest, 1982 (Modern könyvtár) · ISBN 9630730669 · fordította: Poór Zsigmond, utószó: Predrag Stepanović

## Fordítás
- Ez a szócikk részben vagy egészben  a   Miodrag Bulatović című angol Wikipédia-szócikk fordításán alapul.  Az eredeti cikk szerkesztőit annak laptörténete sorolja fel. Ez a jelzés csupán a megfogalmazás eredetét és a szerzői jogokat jelzi, nem szolgál a cikkben szereplő információk forrásmegjelöléseként.

## Lásd még
- Szerb irodalom